# The Secret World
The Secret World (anciennement connu sous le nom de projet Cabal et The World Online) est un MMORPG développé par Funcom (créateurs d’Anarchy Online et d’Age of Conan: Hyborian Adventures), annoncé officiellement le 6 mars 2007 et sorti le 3 juillet 2012. Le titre final du jeu a été confirmé le 11 mai 2007. Ragnar Tørnquist est le directeur créatif du jeu.

## Système de jeu
Après avoir annoncé le développement de The Secret World, le directeur de projet de Funcom, Jørgen Tharaldsen, a informé la presse que le jeu utilisera le même moteur de jeu que Age of Conan. D'après Funcom, le jeu incorporera des éléments de jouabilité de MMO avec une réalité modifiée et des réseaux sociaux. De plus, The Secret World limitera les quêtes de type "grinding" ou "chasse aux monstres" et intégrera des quêtes d'infiltration et d'investigation.
À GDC 2009, Tørnquist a donné une entrevue à GameSpot concernant TSW, dévoilant plus à propos de sa jouabilité. Il n'y aura ni niveaux, ni classes dans le jeu ; le développement du personnage sera basé sur les compétences. De cette façon, les développeurs ont l'intention d'éviter le « farming » de niveaux, permettant aux nouveaux joueurs de joindre le jeu plus facilement.